# Vrbovke
Vrbovke (vrbine, vrbe, lat. Salicaceae), biljna porodica iz reda Malpighiales koja je ime dobila po rodu vrba (Salix). Sastoji se od preko 1550 vrsta unutar 60 rodova.
Uz vrbu poznatiji predstavnik ove porodice je i topola (Populus).

## Opis
Salicaceae, ili porodica vrba, sadrži 55 rodova i više od 1000 vrsta listopadnih ili vazdazelenih grmova i drveća. Porodica je najčešća u tropima i raste diljem svijeta, osim Novog Zelanda, a samo nekoliko vrsta nalazi se u Australiji. Salix (vrbe; 450 vrsta) poznat je po međuvrsnoj hibridizaciji; uz Populus (topole; 35 vrsta) to je glavni umjereni rod porodice. Casearia (180 vrsta), Homalium (180 vrsta) i Xylosma (85 vrsta) drugi su veliki rodovi.
Salicaceae je uključivao samo Salix i Populus, iako je bilo jasno da ti rodovi dijele svojstva s drugim rodovima (osobito članovima Flacourtiaceae), poput slične anatomije, proizvodnje spojeva fenolnog tipa (npr. salicina), pa čak i kod gljiva koja je na njima rasla. Molekularni rad, uvelike potvrđen upravo spomenutim vrstama svojstava, doveo je do toga da je velik dio stare porodice Flacourtiaceae uključen u znatno proširenu Salicaceae. Proširena porodica također uključuje Scyphostegia, rod čiji je položaj prije bio kontroverzan; ima 8-13 karpela, brojne bazalne ovule i sjedeće stigme.
Salicaceae često ima dvoredne ili spiralne listove s stipulama i nazubljenim rubovima. Cvjetovi su prilično mali i broj dijelova je promjenjiv, ali kada su latice prisutne jednake su broju čašica. Nektarni disk je često dobro razvijen i nosi se izvan prašnika. Plod je varijabilan, ali sjemenke često imaju mesnate plodove.
Većina vrba i mnoge topole mogu se razmnožavati puštajući korijenje kada se čvrste stabljike stave u mokro tlo. Nakon šumskih požara, korijenje jasike proizvodi izdanke oko matičnog panja; kao rezultat toga, neki klonovi jasike stari su tisućama godina. Osim vegetativnih načina razmnožavanja, sjemenke se proizvode izvanredno; u europskoj jasici (P. tremula), na primjer, čak 54 milijuna sjemenki proizvede se svake sezone na jednom stablu. Pčele samice stižu dok niču cvjetići vrba, a i drugi kukci oprašuju ove biljke. Neke vrste Populusa oprašuju se vjetrom. Kod Salixa i Populusa sitne sjemenke imaju čuperke dlačica koje pomažu u njihovom raspršivanju. Tropski članovi porodice imaju razne prilično nespecijalizirane oprašivače jer nektar često nije dobro zaštićen. I Populus i Salix daju brojne ukrase. Grančice Salixa često se koriste u košararstvu, a drvo se koristi za izradu palica za kriket. Populus je vrijedan u zaštitnim pojasevima, u uzgoju izdanaka i kao izvor drva za proizvodnju celuloze i za šibice.
Ulje sjemenki Casearia sylvestris, porijeklom iz Srednje i Južne Amerike, koristilo se za liječenje gube i rana. Štapići za žvakanje, grančice kod Casearia i drugih rodova, naširoko se prodaju u malim paketima na zapadnoafričkim tržištima i koriste se umjesto četkica za zube. Mnoge vrste koje se koriste pomažu u sprječavanju karijesa. “Zapadnoindijski šimšir”, C. praecox, podrijetlom iz Venezuele i Kariba, čvrsto je drvo guste strukture, popularno među drvodjelcima. Često se zamjenjuje za pravi šimšir, Buxus sempervirens, pripadnik reda Buxales, u izradi furnira, rezbarija i klavijatura. Ryania angustifolia, iz Neotropika, poznata je po tome što u svim dijelovima biljke ima izuzetno otrovan i snažan želučani otrov, otrov koji se koristi za ubijanje aligatora. Otrovno sredstvo, rijanodin, također je učinkovit insekticid.

## Tribusi
1. tribus Abatieae Hook. f.
2. tribus Bembicieae Hook. f.
3. tribus Flacourtieae DC.
4. tribus Homalieae (R. Br.) Dumort.
5. tribus Prockieae Endl.
6. tribus Saliceae Rchb.
7. tribus Samydeae (Vent.) Dumort.
8. tribus Scolopieae Warb.
9. tribus Scyphostegieae (Hutch.) Zmarzty

## Rodovi
1. Abatia
2. Antinisa
3. Azara
4. Banara
5. Bartholomaea
6. Bembicia
7. Bembiciopsis
8. Bennettiodendron
9. Bivinia
10. Byrsanthus
11. Calantica
12. Carrierea
13. Casearia
14. Chosenia
15. Dissomeria
16. Dovyalis
17. Euceraea
18. Flacourtia
19. Hasseltia
20. Hasseltiopsis
21. Hecatostemon
22. Hemiscolopia
23. Homaliopsis
24. Homalium
25. Idesia
26. Irenodendron
27. Itoa
28. Laetia
29. Lasiochlamys
30. Ludia
31. Lunania
32. Macrohasseltia
33. Macrothumia
34. Mocquerysia
35. Neopringlea
36. Neoptychocarpus
37. Neosprucea
38. Olmediella
39. Oncoba
40. Ophiobotrys
41. Osmelia
42. Phyllobotryum
43. Pineda
44. Pleuranthodendron
45. Poliothyrsis
46. Populus
47. Prockia
48. Pseudoscolopia
49. Pseudosmelia
50. Ryania
51. Salix
52. Samyda
53. Scolopia
54. Scyphostegia
55. Tetrathylacium
56. Tisonia
57. Trichostephanus
58. Trimeria
59. Xylosma
60. Zuelania